# The Very Best of Eagles
The Very Best of Eagles é a quinta compilação da banda Eagles, lançada a 21 de Outubro de 2003.

## Faixas

### Disco 1
1. "Take It Easy" (Jackson Browne, Glenn Frey) – 3:29
2. "Witchy Woman" (Don Henley, Bernie Leadon) – 4:10
3. "Peaceful Easy Feeling" (Jack Tempchin) – 4:16
4. "Desperado" (Henley, Frey) – 3:33
5. "Tequila Sunrise" (Henley, Frey) – 2:42
6. "Doolin-Dalton" (Browne, Frey, Henley, J.D. Souther) – 3:26
7. "Already Gone" (Tempchin, R. Strandlund) – 4:13
8. "Best of My Love" (Henley, Frey, Souther) – 4:35
9. "James Dean" (Browne, Frey, Souther, Henley) – 3:36
10. "Ol' 55" (Tom Waits) – 4:22
11. "Midnight Flyer" (Paul Craft) – 3:58
12. "On the Border" (Henley, Leadon, Frey) – 4:28
13. "Lyin' Eyes" (Henley, Frey) – 6:21
14. "One of These Nights" (Henley, Frey) – 4:51
15. "Take It to the Limit" (Randy Meisner, Henley, Frey) – 4:48
16. "After the Thrill Is Gone" (Henley, Frey) - 3:56
17. "Hotel California" (Don Felder, Henley, Frey) – 6:30

- - Faixas 1-3: Do álbum Eagles
  - Faixas 4-6: Do álbum Desperado
  - Faixas 7-12: Do álbum On the Border
  - Faixas 13-16: Do álbum One of These Nights
  - Faixa 17: Do álbum Hotel California

### Disco 2
1. "Life in the Fast Lane" (Joe Walsh, Henley, Frey) – 4:46
2. "Wasted Time" (Henley, Frey) – 4:55
3. "Victim of Love" (Felder, Souther, Henley, Frey) – 4:11
4. "The Last Resort" (Henley, Frey) – 7:25
5. "New Kid in Town" (Souther, Henley, Frey) – 5:04
6. "Please Come Home for Christmas" (Charlie Brown) – 2:58
7. "Heartache Tonight" (Henley, Frey, Bob Seger, Souther) – 4:26
8. "The Sad Café" (Henley, Frey, Walsh, Souther) – 5:35
9. "I Can't Tell You Why" (Timothy B. Schmit, Henley, Frey) – 4:56
10. "The Long Run" (Don Henley, Frey) – 3:42
11. "In the City" (Walsh, Barry De Vorzon) – 3:46
12. "Those Shoes" (Felder, Henley, Frey) – 4:56
13. "Seven Bridges Road" (Ao vivo) (Steve Young) – 3:25
14. "Love Will Keep Us Alive" (Pete Vale, Jim Capaldi, Paul Carrack) – 4:00
15. "Get Over It" (Henley, Frey) – 3:29
16. "Hole in the World" (Henley, Frey) – 4:13

- - Faixas 1-5: Do álbum Hotel California
  - Faixa 6: Não foi single do álbum
  - Faixas 7-12: Do álbum The Long Run
  - Faixa 13: Do álbum Eagles Live
  - Faixas 14 e 15: Do álbum Hell Freezes Over
  - Faixa 16: Não foi single do álbum